# Scapulaseius vestificus
Scapulaseius vestificus är en spindeldjursart som först beskrevs av Tseng 1976.  Scapulaseius vestificus ingår i släktet Scapulaseius och familjen Phytoseiidae. Inga underarter finns listade i Catalogue of Life.